# Finocchiona
Finocchiona is een regionale salamivariëteit uit Toscane, Italië. De worst wordt gemaakt van varkensvlees, gemarineerd in rode wijn en gekruid met venkelzaad. Het is een vrij zachte, grove worst met een kenmerkende smaak van venkel en een licht knoflookaroma. De ronde worst is bedekt met een schimmellaag die tijdens de rijping is ontstaan. Het formaat van finocchiona is groter dan een klassieke salami.
In 2015 heeft de Europese Commissie aan het product de status van beschermde geografische aanduiding (BGA) toegekend.

## Geschiedenis
Finocchiona is al bekend uit de Renaissance en stamt mogelijk uit de Late middeleeuwen. Zo noemt Niccolò Macchiavelli de finocchiona in een aantal brieven. De worst werd vooral gegeten in de omgeving van Florence. De dorpen Campi Bisenzio en Greve in Chianti claimen beide de oorsprong van het recept.

## Bereiding
Voor het maken van finocchiona worden delen van de buik en de schouder van het varken gebruikt. Kenmerkend is de toevoeging van venkelzaad als alternatief voor peper. Peper was destijds een duur ingrediënt en venkel was als wilde plant voldoende voorhanden op het Toscaanse platteland. Finicchiona kent een lange periode van rijping.
Een variant is de sbriciolona (=kruimelaar). Deze is grover van structuur en heeft een kortere rijpingstijd. Dit product wordt in dikkere plakken gesneden dan de wat drogere finocchiona, omdat het de neiging heeft om uit elkaar te vallen.